# Ringo Kid
Ringo Kid (ang. Stagecoach) – amerykański western filmowy z 1966 roku. Kolorowy remake filmu Dyliżans Johna Forda z 1939 roku, opartego na opowiadaniu Ernesta Haycoxa Dyliżans do Lordsburga.

## Obsada
- Ann-Margret – Dallas
- Red Buttons – pan Peacock
- Michael Connors – Hatfield
- Alex Cord – Ringo Kid
- Bing Crosby – Josiah Boone
- Bob Cummings – Henry Gatewood
- Van Heflin – Curley Wilcox
- Slim Pickens – Buck, woźnica
- Stefanie Powers – pani Lucy Mallory
- Keenan Wynn – Luke Plummer
- Brad Weston – Matt Plummer
- Joseph Hoover – porucznik Blanchard
- John Gabriel – kapitan Jim Mallory

i inni. 

## Fabuła
Film rozpoczyna się w momencie, kiedy grupka bohaterów wyrusza w podróż dyliżansem z małego miasteczka Tonto w Arizonie do Lordsburga w Nowym Meksyku. Jeszcze przed wyruszeniem pasażerowie dowiadują się, że z rezerwatu zbiegł słynny przywódca Apaczów, Geronimo, który zmobilizował swoich ziomków i grasuje w okolicy. W każdej chwili spodziewać się można jego ataku. Nie zrażeni tą wiadomością bohaterowie decydują się jechać. Wśród podróżnych znajduje się Lucy Mallory, żona oficera, spodziewająca się dziecka, która jedzie do fortu, położonego na drodze do Lordsburga, gdzie ma spotkać się ze swoim mężem. Drugim pasażerem jest stateczny bankier Gatewood, a trzecim sprzedawca napojów alkoholowych, pan Peacock. Oprócz tego w dyliżansie jedzie też lekarz, doktor Boone, który dawno stracił prawo do wykonywania zawodu z powodu alkoholizmu. Kolejnym pasażerem jest Hatfield, zawodowy szuler. Tym samym dyliżansem podróżuje też panna Dallas, dziewczyna lekkich obyczajów, wyrzucona z miasteczka przez zgorszonych jej profesją mieszkańców. Szeryf Wilcox zasiada na koźle, obok woźnicy. Udaje się w podróż, gdyż sądzi, że uda mu się ująć zbiegłego z więzienia Ringo Kida, który poprzysiągł zemstę nad mordercami swego ojca i brata, braćmi Plummerami. Przewidywania stróża prawa sprawdzają się: rzeczywiście na drodze jadącego dyliżansu pojawia się Ringo Kid we własnej osobie.
W miarę upływu akcji, fabuła filmu stawia bohaterów w sytuacjach, które zmuszają ich do nieustannego dokonywania wyboru. W toku dramatycznych zdarzeń obnażają się prawdziwe charaktery jadących osób. Szuler ginie z godnością wielkiego pana, bandyta okazuje się rycerski, dziewczyna lekkich obyczajów zaś zasługuje swym postępowaniem na większy szacunek niż małomiasteczkowe bigotki. Notoryczny pijaczyna odrodzi się, pomagając przy porodzie, szacowny bankier okaże się zaś defraudantem pokaźnej sumy pieniędzy i łotrem bez skrupułów. Szeryf ostatecznie przymknie oczy na poczynania Ringo Kida, pozwoli mu rozprawić się z Plummerami i odjechać wraz z Dallas, zamiast sprowadzać go z powrotem do więzienia.